# Шведское агентство по охране окружающей среды

Герб агентства.

Шведское агентство по охране окружающей среды — шведский орган государственной власти, ответственный за внесение предложений по охране окружающей среды и осуществление контроля за ней. Было основано в 1967 году. Отчитывается перед Шведским министерством окружающей среды.

## Деятельность агентства
16 задач агентства:
- Уменьшение климатических изменений
- Сохранение чистого воздуха
- Только натуральное окисление
- Не токсичная окружающая среда
- Защита озонового слоя
- Сохранение радиационной безопасности
- Нулевая эвтрофикация
- Защита озёр и рек
- Грунтовые воды хорошего качества
- Сбалансированная морская окружающая среда
- Процветающие водно-болотные угодья
- Устойчивые леса
- Сохранение различных сельскохозяйственных ландшафтов
- Обширные горные ландшафты
- Хорошая антропогенная среда
- Разнообразие растительной и животной жизни

## Международное сотрудничество
- В 1976 году Шведское агентство по охране окружающей среды пригласило делегации из разных стран для обмена опытом[3].